# Geghamavan
Geghamavan (en arménien Գեղամավան ; jusqu'en 1946 Shahriz) est une communauté rurale du marz de Gegharkunik, en Arménie. Fondée dans les années 1830, elle compte 2 022 habitants en 2008.